# Stanko Premrl

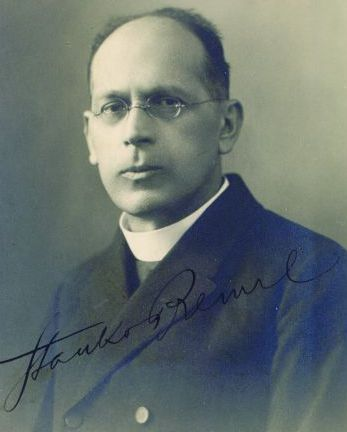
Stanko Premrl

Stanko Premrl (ur. 28 września 1880 w Podnanosie, zm. 14 marca 1965 w Lublanie) – słoweński duchowny, kompozytor oraz pedagog muzyczny.

## Biografia i twórczość
Z wyróżnieniem ukończył konserwatorium wiedeńskie. Od roku 1909 do roku 1939 był regens chori w lublańskiej katedrze. Od 1908 roku był również dyrektorem w szkole organistów, a od roku 1911 redaktorem naczelnym gazety „Cerkveni glasbenik”.
Premrl miały decydujący wpływ na rozwój muzyki kościelnej w Słowenii. W okresie swojej działalności wydał ponad dwa tysiące utworów, co tworzy go najbardziej płodnym słoweńskim kompozytorem. 24 września stworzył swoje najważniejsze dzieło, a więc muzykę do Zdravljicy France Prešerena, co w połączeniu dało obowiązujący do dziś hymn Słowenii.

## Ważniejsze dzieła
- Tebe, Večni Bog nebeški
- Tebe molim Jezusa
- Pozdravljena, mati dobrega sveta
- O sveti Jezusov rednik
- O srečni dom
- Kristus je vstal
- Do Marije